# Teodor I (książę Neapolu)
Teodor I (?  – zm. 729) książę Neapolu w latach 719-729. 
Tytułowano go υπατος χαι δουξ (ypatos chai doux). Fundator kościoła poświęconego świętym Janowi i Pawłowi.